# Djævleungen
Djævleungen er en amerikansk stumfilm fra 1918 af Marshall Neilan.

## Medvirkende
- Mary Pickford - Melissa Smith
- Theodore Roberts - John Benson Smith
- Thomas Meighan - Charles Gray
- Tully Marshall - Judge Joshua McSnagley
- Charles Ogle - Yuba Bill